# Daphne Oram
Daphne Oram (31 de diciembre de 1925 - 5 de enero de 2003) fue una compositora de música electrónica de nacionalidad británica. Fue una de las primeras compositoras británicas en producir un sonido electrónico, además de pionera de la música concreta.
Fue la creadora de Oramics (una máquina para producir sonidos electrónicos), cofundadora de la BBC Radiophonic Workshop y una figura importante en la evolución de la música electrónica. Aparte de ser una innovadora musical, fue la primera persona que dirigió un estudio de este tipo de música, la primera persona en arreglar un estudio personal de música electrónica y la primera persona en diseñar y construir un instrumento de música electrónica.

## Biografía

### Educación y primeros años de vida
Oram fue hija de James e Ida Oram, nació el 31 de diciembre de 1925, en Wilshire, Inglaterra. Educada en la escuela Sherborne para Mujeres, desde muy temprana edad aprendió a tocar el piano y el órgano, así como composición musical. Su padre era el Presidente de la Sociedad Arqueológica de Witshire en 1950. El hogar de su infancia estaba a 10 millas de los círculos de piedra de Avebury y a 20 millas de Stonehenge.

### Carrera

#### Trabajo en la BBC
En 1942 se le ofreció a Oram un lugar en el Royal College of Music, pero en vez de aceptarlo optó por una posición como Ingeniero Junior de Estudio y 'ecualización de música' en la BBC. Durante estos años comenzó a experimentar con grabadoras de cinta. Solía quedarse después de su horario laboral a fin de experimentar con grabadoras de cinta hasta altas horas de la noche, por lo que era conocida. Grababa sonidos en las cintas, las cortaba, las dividía y hacía loops con ellas; les bajaba la velocidad, la aceleraba y las reproducía en reversa.
En la década de 1940, también dedicó tiempo a la composición musical, incluyendo su trabajo de orquesta titulado Still Point. Still Point fue una pieza clave para las obras de “orquesta doble” y cinco micrófonos. Algunos consideran a Still Point como la primera composición en combinar orquestación acústica con manipulación electrónica en directo. Rechazada por la BBC, Still Point permaneció sin ser escuchada por 70 años. El 24 de junio del 2016, Shiva Feshareki y la Orquesta Contemporánea de Londres la interpretaron por primera vez. Tras el descubrimiento de la partitura finalizada, el estreno de la versión revisada de Still Point se realizó en The Proms en Londres, el 23 de julio de 2018, por los compositores Shiva Feshareki y James Bulley, quienes ejecutaron la composición siguiendo las notas de Oram, junto con la Orquesta Contemporánea de Londres.
En la década de 1950 fue promovida para encargarse de un estudio musical, después de un viaje a los estudios RTF en París, comenzó una campaña en la BBC para la creación de infraestructuras para componer sonidos y música, objetivamente música electrónica usando programación con la técnica de “musique concrete”. En 1957 fue comisionada para componer música para la obra Amphitryon 38. Creó esta pieza usando un oscilador de ondas SINE, una grabadora de cintas y filtros diseñada por ella misma; de esa forma se produjo por primera vez en la historia de la BBC un tema completamente electrónico. En conjunto con su colega y amigo, músico de la BBC Desmond Bricoe, comenzó a recibir comisiones para muchos otros trabajos, incluyendo una producción significativa de Samuel Becket, All that Fall. Como la demanda creció por estos sonidos electrónicos, la BBC otorgó a Oram y Briscoe un presupuesto para fundar la BBC Radiophonic Workshop, a principios de 1958, en la que ella fue la primera Gerente de estudio. La Estación Radiofónica de la BBC se enfocaba en crear efectos de sonido y música temática para todas las salidas de corporaciones, incluyendo la serie de ciencia ficción Quatermass and the Pit y las series de comedia radiofónica The Goon Snow. 
En octubre de 1958, Oram fue enviada por la BBC a las “Tournées Internationales de Musique Experimentale” en la Feria Mundial de Bruselas (en donde Edgar Varèse demostró por primera vez su Poeme electronique). Después de escuchar algo del trabajo de sus contemporáneos y estando en descontento con que se rechazara la promoción de la composición electrónica en sus actividades, decidió resignarse a la BBC después de un año de que su estación abriera, con la esperanza de desarrollar sus técnicas por ella misma en el futuro.
En 1965, Oram produjo Pulse Persephone para la exposición Treasures of the Commonwealth en la Royal Academy of Arts.

### Cine
Oram produjo y creó los sonidos electrónicos para la banda sonora de James Bond, Dr. No (1962), aunque no estuvo en los créditos. Estos sonidos fueron utilizados por las películas de James Bond hasta Goldfinger (1964). Oram también agregó sonidos a la banda sonora de Snow (1963), un documental corto de Geffrey Jones. Después del éxito de Snow, volvió a trabajar con Jones y se le atribuye el tratamiento electrónico de la música de Rail (1967).

### Oramics

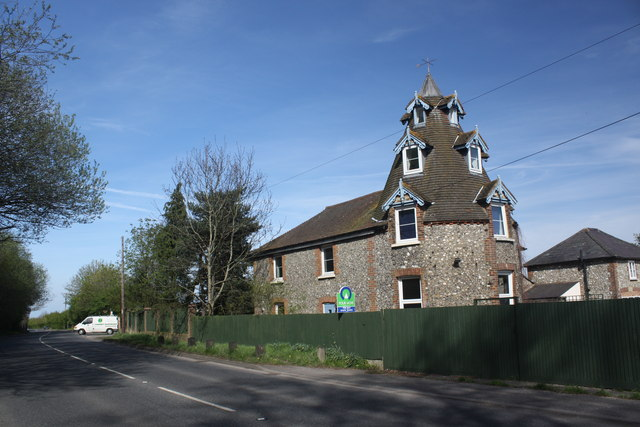
Tower Folly en Fairseat, Kent, en la que Oram fundó los Oramics Studios.

Inmediatamente después de dejar la BBC en 1959, Daphne Oram comenzó a instalar el Oramics Studios for Electronic Composition en la Folly Tower, un granero adaptado en Fairseat, cerca de Wrotham, Kent.
Oramics es una técnica de sonido dibujado que involucra trazar formas y figuras directamente en películas de 35 mm, que luego son leídas por células fotoeléctricas y transformadas en sonidos. De acuerdo con Oram: “Cada matiz, cada sutileza del fraseo, cada graduación del tono o cambio en él, puede ser posible a través de un solo cambio en la forma del dibujo." La técnica Oramics y la flexibilidad del control sobre los matices del sonido era, en conjunto, nueva y un acercamiento innovador a la producción musical.
Las presiones con respecto al financiamiento significaban que era necesario mantener su trabajo como compositora musical y su trabajo en el sistema Oramics cubría una gama más amplia que la Estación Radiofónica. Produjo música no solo para la radio y la televisión, sino también para el teatro, películas comerciales e instalaciones sonoras y exhibiciones. Otro tipo de trabajo de este estudio incluía sonidos electrónicos para la película de horror de Jack Clayton los The Innocents (1961), obras de concierto que incluían Four Aspects y colaboraciones con los compositores de ópera, Thea Musgrave e Ivor Walswoth.
En febrero de 1962, fue galardonada con la cantidad de 3,500 libras (equivalente a £76,000 en 2019) por la Fundación Gulbenkian, para continuar el desarrollo del sistema Oramics. Un segundo apoyo de 1,000 libras fue otorgado por Gulbenkian en 1965. La primera composición totalmente dibujada usando la máquina se tituló Contrasts Essonic y fue grabada en 1963. Mientras la investigación de Oramics evolucionaba, el enfoque de esta se convirtió en matices sutiles e interacciones entre los paramentos de sonido. En esta fase de Oramics, Daphne aplicó su investigación sonora al comportamiento no-linear del oído humano y a la percepción de la aprensión del cerebro con respecto al mundo. Uso Oramics para estudiar el fenómeno vibraciones que marco la distinción entre “Oramic Comercial” y “ Oramics Mistica”. En sus notas, Oram definió Oramics como “El estudio del sonido y su relación con la vida”.
En la década de 1980, Oram trabajó en el desarrollo de Oramics en versión de software para la computadora Acron Archimedes. Oram deseaba continuar su investigación de “Mystical Oramics”, pero la falta de recursos evitó que su proyecto fuera realizado completamente.

### Muerte
Durante la década de 1990, sufrió dos embolias y fue forzada a dejar de trabajar; después se trasladó a una residencia de ancianos. Murió el 5 de enero de 2003 a los 77 años de edad.

## Obra escrita
A través de su carrera, Oram escribío sobre música electrónica y técnicas de estudio. En 1972 escribió un libro de seminario titulado An Individual Note of Music, Sound and electronics, en el cual investigó la física del sonido y cómo emergió la música electrónica de una forma filosófica. La profundidad del libro y su exploración no tienen precedentes. An individual note of Music, Sounds and Electronics, fue olvidada para su impresión, hasta que una nueva edición fue publicada en diciembre del 2016.
A finales de los años 1970, Oram comenzó a escribir un segundo libro que existe de forma manuscrita, titulado The Sound of the Past - A Resonating Speculation. En este manuscrito especula sobre acústica arqueológica y presenta una teoría basada en la rigurosa investigación sugiriendo que nuestros antepasados poseían conocimiento preciso acerca de las poderosas propiedades del sonido con respecto a la comunicación a larga distancia.

## Legado
Daphne Oram previó tratamientos con el sonido espacial y amplificación en la interpretación antes siquiera de que los términos como “sonido espacial” fueran inventados. Los pininos de Daphne con respecto a las técnicas de manipulación en la estación Radiofónica se convirtieron en influyentes a través del globo terráqueo, a través de muchos géneros y en muchas décadas. Su trabajo en la estación radiofónica también ayudó a crear una pauta para Delia Derbyshire, quien llegó a la BBC en 1960 y después ayudó en la cocreacion del tema original de Doctor Who.
Como creadora de Oramics, ayudó a asentar la fundación para la producción de música electrónica moderna. Impulsó la filosofía musical en sus escritos y le dedicó tiempo a considerar el elemento humano en conexión al sonido y frecuencias resonantes. En su manuscrito no finalizado, “El sonido del Pasado, una Especulación Resonante” postuló que las antiguas civilizaciones hallan hecho esto en un grado altamente evolutivo.
En una carta a Sir George Trevelyan, Oram enfatizó que su trabajo de amplio espectro en Oramics, podría de forma esperanzada plantar semillas que madurarían en el siglo XXI.
En 2019 fue inaugurado el Daphne Oram Creative Arts Building en la Universidad Canterbury Christ Church.

### Archivo
Luego de la muerte de Oram, un vasto archivo relacionado con el trabajo de su vida fue entregado al compositor Hugh Davies. Cuando Davies murió en el 2005, el material pasó a manos de Sonic Arts Network. En el 2008 el archivo fue depositado en el Departamento de Música de Goldsmiths, de la Universidad de Londres, donde está abierto para ser consultado por el público general y con propósitos de investigación. El lanzamiento del archivo fue celebrado con un simposio y series de conciertos en el Centro Southbank. Esto incluye un concierto de remakes, versiones hechas nuevamente del material de la colección creada por el artista de collage People Like Us.
En 2007, una compilación con su música, titulada Oramics, fue publicada.
En 2008, se transmitió al aire un documental en la BBC Radio 3 de su vida, como parte del programa Sunday Feature. El documental se tituló Wee Have Also Sound-Houses.

### The Wire
Una muy detallada participación de la filosofía musical de Daphne Oram fue publicada en número de agosto de 2011 de la revista The Wire.

### Tributo enClick
En su primera emisión de 2012, Click, un programa de tecnología de televisión de la BBC, presentó una pieza sobre Daphne Oram y su sintetizador, impulsada principalmente por la máquina Oramics de tres partes que se exhibe en el Museo de Ciencias de Londres, durante una exposición de un año de duración sobre la historia de la música electrónica. El programa mostró que la máquina siendo instalada en una gran vitrina y describió cómo ya no podía interpretar música debido a su estado frágil. Sin embargo, se creó una versión interactiva y virtual de la máquina, que permite a los visitantes crear sus propias composiciones. El programa mostró imágenes de archivo de Oram describiendo el proceso de lo que se convirtió en Oramics, también mostrándola 'dibujando' música, luego interpretada en su máquina. La pieza fue completamente positiva y la describió como una "heroína no reconocida" de la música electrónica.

### Daphne Oram's Wonderful World of Sound
Daphne Oram's Wonderful World of Sound es una obra de teatro que detalla la vida y la carrera de Oram. Fue presentada por Blood of the Young y el Tron Theatre. La obra se estrenó en Glasgow el 9 de mayo de 2017 y recorrió Escocia desde mayo de 2017 hasta junio de 2017. La obra fue escrita por Isobel McArthur y dirigida por Paul Brotherston. Fue grabada en vivo por Anneke Kampman, un artista de sonido electrónico escocés.

### The Oram Awards
The Oram Awards (Los premios Oram) fueron iniciados por la Fundación PRS y el New BBC Radiophonic Workshop para celebrar a "artistas emergentes en los campos de la música, el sonido y las tecnologías relacionadas en honor de Daphne Oram, y otras mujeres pioneras en la música y el sonido". Los Premios Oram inaugurales tuvieron lugar el 3 de julio de 2017 en el Turner Contemporary en Margate, como parte del Festival Oscillate de Música y Sonido Experimental. Dos mujeres innovadoras recibieron el premio mayor de £ 1,000, mientras que otras seis mujeres innovadoras recibieron £ 500. Los ganadores del evento inaugural incluyeron a Claire M Singer, Mary Stark, Elvin Brandhi, Kathy Hinde, Sally Golding y Shelly Knotts, con Ewa Justka y Klein recibiendo elogios especiales.

## Discografía
- Electronic Sound Patterns (1962) sencillo, incluido también en Listen,[36] Move and Dance Volume 1 del mismo año con obra de Vera Gray[37]
- Oramics (2007) compilación en Paradigm Discs[26]
- Spaceship UK: The Untold Story Of The British Space Programme (2010) sencillo promocional en disco de vinil de 7" con Belbury Poly[38]
- Private Dreams and Public Nightmares (2011) remix álbum de Andrea Parker (DJ) y Daz Quayle en Aperture[39]
- The Oram Tapes: Volume 1 (2011) compilación en Young Americans[40]
- Sound Houses (2014) remix álbum de la banda Walls[41]
- Pop Tryouts (2015) miniálbum en casete y descargable en Was Ist Das?[42]